# Associazione Sportiva Bari 2011-2012
Questa voce raccoglie le informazioni riguardanti l'Associazione Sportiva Bari nelle competizioni ufficiali della stagione 2011-2012.

## Stagione
Nella stagione 2011-2012 il Bari deve disputare il 43º campionato di Serie B della sua storia, a seguito della retrocessione maturata nel campionato precedente.
La società biancorossa corre serie difficoltà finanziarie: richiede e attua la cosiddetta "spalmatura degli stipendi" arretrati degli atleti che hanno militato nella stagione 2010-2011 (una decurtazione degli ingaggi necessaria a pagare le prime tre mensilità del 2011, che Barreto, Almiron, Ghezzal, Rudolf e Romero non accettano).
Molti atleti della passata stagione, tra cui Masiello e Gazzi, vengono venduti e sostituiti da giovani emergenti. Jean François Gillet lascia i biancorossi dopo 10 anni di permanenza, per non sacrificare la sua carriera in un momento secondo lui importante. Il 14 giugno 2011 viene ufficializzato l'ingaggio dell'allenatore Vincenzo Torrente, abituato a lavorare con i giovani e ritenuto adatto ai nuovi progetti della dirigenza. Oltre al portiere Lamanna, al difensore centrale Borghese e al centrocampista Rivaldo, che Torrente ha allenato gli anni precedenti nel Gubbio, arrivano in prestito il terzino Under 21 Crescenzi, il trequartista Forestieri e il mediano Bogliacino (calciatore con precedenti in massima serie, nel Napoli e nel ChievoVerona). Nella conferenza stampa di fine mercato (tenutasi il 1º settembre 2011) Angelozzi e Torrente si dicono abbastanza soddisfatti, nonostante non sia stata acquistata una prima punta mobile e d'esperienza (che il nuovo coach ha chiesto).
Torrente si propone di usare un 4-3-3 di mobilità, con scambi intensi tra centrocampo e attacco e apporti laterali dei terzini. Caratteristica importante del tecnico campano è anche la cura per la difesa.
La prima parte del ritiro estivo si svolge a Borno, dal 18 al 29 luglio 2011; la seconda parte ha luogo a Boario Terme, dal 30 luglio all'8 agosto con successivo ritorno in sede, a Bari (salvo una breve sosta a Fiuggi il 9 agosto, per giocare l'amichevole col Real Sociedad, vinta dal Bari per 1-0). In Coppa Italia, con le vittorie su Spezia e Avellino, il Bari accede al 4º turno che giocherà sul finire di novembre in casa del Genoa.
In campionato, dopo un pari e una vittoria esterna nelle prime due gare Torrente dichiara ufficialmente che il Bari ha un organico che può lottare per i play-off. Dopo la sconfitta casalinga 2-3 contro l'AlbinoLeffe (in cui i galletti commettono disattenzioni difensive) il Bari totalizza un punto nelle due giornate successive, frutto dell'1-1 in casa contro la neo promossa Nocerina. In queste prime gare, nel gioco della formazione biancorossa, che appare poco in forma, emerge la difficoltà nei fraseggi e nelle manovre, improvvisate e il reparto avanzato, poco supportato, non riesce a segnare; la squadra va in difficoltà specialmente negli ultimi 30 metri. I giocatori s'adattano poco agli schemi di Torrente. Dall'incontro con il Sassuolo (vinto dai baresi 3-2) il tecnico campano modifica temporaneamente la sua tattica, passando a un 4-2-3-1. Quindi i galletti vincono quattro partite su sei (una per 2-1 e le altre per 1-0). Sassuolo ed Empoli lamentano errori arbitrali che, a loro dire, nelle rispettive gare avrebbero favorito i pugliesi.
Nel quarto turno preliminare di Coppa Italia, giocato in casa del Genoa, il Bari, pur attaccando più dei padroni di casa perde 3-2 ai tempi supplementari (quindi termina il cammino dei biancorossi nella suddetta competizione).
I biancorossi non mantengono continuità nei risultati. A partire dalla gara con il Grosseto Torrente torna a far praticare diverse volte il 4-3-3. Positive le gare contro Sampdoria e Brescia (ben interpretate dai galletti, secondo la critica); contro Cittadella e Gubbio si fa rimontare un doppio vantaggio. A fine girone d'andata il Bari è, con 22 punti, al quindicesimo posto in classifica (poco al di sotto della metà classifica, inclusi i 2 punti di penalizzazione per il pagamento ritardato degli stipendi agli atleti). Effettua buone prestazioni il rumeno Stoian.
Il mercato di riparazione vede lasciare il capoluogo Donati e Rivas, mentre vengono prelevati i due centrocampisti Romizi e Simon.
La seconda metà di campionato non è molto diversa dalla prima; la formazione biancorossa fa spesso risultato in trasferta ma meno tra le mura amiche, anche con squadre non di alta classifica. Conquista la vittoria per 2-1 all'Adriatico, sul Pescara di Zeman; il goal vittoria è siglato dal giovane barese Nicola Bellomo con una parabola da quaranta metri: si tratta della 9ª vittoria ricavata fuori casa dai galletti, che potrebbero eguagliare il record di dieci vittorie in trasferta, della stagione 2008-2009. In casa contro il Grosseto un altro giovane barese, Cristian Galano (subentrato da poco a Cavanda), raccoglie la sfera nei pressi del vertice sinistro dell'area piccola e pareggia (1-1) con un pallonetto teso verso il secondo palo. Dalla 35ª giornata, persa 1-4 a Verona contro l'Hellas, la squadra di Torrente alterna sconfitte a pareggi. Dal 37º al 40º turno Francesco Caputo (che dall'ultima giornata d'andata ha iniziato a far goal con più continuità) viene squalificato per irregolarità contrattuali commesse dallo stesso due anni prima, quando militava nella Salernitana. A causa della sconfitta rimediata a Vicenza nella penultima giornata, è messa in discussione la permanenza in B (se i galletti perdessero l'ultima gara di campionato e Ascoli, Empoli e Livorno dovessero vincere, il Bari si troverebbe a giocare i play-out). I biancorossi s'impongono 3-0 sul Gubbio e si salvano al 13º posto, chiudendo un campionato da media classifica, ridimensionato dalla penalizzazione per i ritardati adempimenti finanziari.

## Divise e sponsor[31]
I due sponsor per la stagione 2011-2012 sono ancora La Banca Popolare di Bari e Radionorba. Lo sponsor tecnico è Erreà.
Queste le uniformi di gara:
| Prima divisa | Seconda Divisa | Terza Divisa |

## Organigramma societario
Area direttiva
- Presidente: Claudio Garzelli (amministratore unico fino al 7 febbraio 2012), poi Francesco Vinella
- Direttore generale: Claudio Garzelli

Area organizzativa
- Segretario generale: Pietro Doronzo
- Team manager: Claudio Vino

Area comunicazione
- Responsabile area comunicazione: Master Group Sport
- Capo ufficio stampa: Saverio De Bellis
- Ufficio stampa: Fabio Foglianese

Area marketing
- Ufficio marketing: Master Group Sport

Area tecnica
- Direttore sportivo: Guido Angelozzi
- Allenatore: Vincenzo Torrente
- Allenatore in seconda: Vincenzo Tavarilli
- Collaboratore tecnico: Angelo Antenucci
- Preparatore atletico: Stefano Boggia
- Collaboratore preparatore atletico: Onofrio Curione
- Preparatore Atletico settore giovanile: Giancarlo Curione
- Preparatore dei portieri: Gaetano Petrelli

Area sanitaria
- Responsabile sanitario: Andrea Cannone
- Medici sociali: Sebastiano Lopiano, Angelo Corbucci
- Fisioterapisti: Marco Vespasiani, Raffaele Petrone, Francesco Smargiassi

## Rosa
| N. |                        | Ruolo | Calciatore            |
| -- | ---------------------- | ----- | --------------------- |
| 1  | Italia (bandiera)      | P     | Eugenio Lamanna       |
| 2  | Italia (bandiera)      | D     | Alessandro Crescenzi  |
| 3  | Brasile (bandiera)     | D     | Claiton               |
| 4  | Bielorussia (bandiera) | A     | Vitalij Kutuzov       |
| 5  | Italia (bandiera)      | C     | Massimo Donati        |
| 6  | Italia (bandiera)      | C     | Andrea De Falco       |
| 7  | Argentina (bandiera)   | C     | Emanuel Benito Rivas  |
| 8  | Paraguay (bandiera)    | C     | Rivaldo González      |
| 9  | Argentina (bandiera)   | A     | José Ignacio Castillo |
| 10 | Italia (bandiera)      | A     | Fernando Forestieri   |
| 39 | Belgio (bandiera)      | D     | Luís Pedro Cavanda    |
| 11 | Italia (bandiera)      | D     | Salvatore Masiello    |
| 13 | Italia (bandiera)      | D     | Simone Sini           |
| 14 | Slovacchia (bandiera)  | C     | Kamil Kopúnek         |
| 15 | Italia (bandiera)      | D     | Federico Masi         |
| 18 | Italia (bandiera)      | C     | Nicola Bellomo        |
| 19 | Italia (bandiera)      | C     | Cristian Galano       |
| 20 | Romania (bandiera)     | C     | Adrian Stoian         |

| N. |                      | Ruolo | Calciatore                  |
| -- | -------------------- | ----- | --------------------------- |
| 21 | Italia (bandiera)    | C     | Manuel Scavone              |
| 22 | Uruguay (bandiera)   | D     | Diego Polenta               |
| 23 | Italia (bandiera)    | D     | Luca Ceppitelli             |
| 24 | Italia (bandiera)    | C     | Marco Romizi                |
| 28 | Italia (bandiera)    | A     | Alessandro Marotta          |
| 29 | Italia (bandiera)    | C     | Agostino Garofalo           |
| 34 | Italia (bandiera)    | A     | Marino Defendi              |
| 37 | Slovenia (bandiera)  | P     | Jan Koprivec                |
| 46 | Ungheria (bandiera)  | C     | Ádám Simon                  |
| 54 | Uruguay (bandiera)   | C     | Mariano Bogliacino          |
| 55 | Svizzera (bandiera)  | D     | Martino Borghese            |
| 77 | Rep. Ceca (bandiera) | P     | Zdeněk Zlámal               |
| 83 | Brasile (bandiera)   | A     | Marcos Ariel De Paula       |
| 87 | Italia (bandiera)    | A     | Francesco Caputo (capitano) |
| 89 | Italia (bandiera)    | A     | Diego Albadoro              |
| 92 | Italia (bandiera)    | P     | Pietro Perina               |
| 97 | Italia (bandiera)    | A     | Luigi Rana                  |

## Calciomercato

### Sessione estiva(dall'1/7 al 31/8)
| Acquisti | Acquisti               | Acquisti       | Acquisti            |
| R.       | Nome                   | da             | Modalità            |
| -------- | ---------------------- | -------------- | ------------------- |
| P        | Eugenio Lamanna        | Genoa          | prestito temporaneo |
| D        | Claiton                | Varese         | definitivo          |
| C        | Manuel Scavone         | Novara         | definitivo          |
| D        | Federico Masi          | Fiorentina     | compartecipazione   |
| D        | Martino Borghese       | Gubbio         | definitivo          |
| P        | Zdeněk Zlámal          | Udinese        | prestito            |
| A        | Alessandro Marotta     | Lucchese       | fine prestito       |
| A        | Fernando Forestieri    | Udinese        | prestito temporaneo |
| C        | Rivaldo González Kiese | Patronato      | definitivo          |
| C        | Cristian Galano        | Gubbio         | fine prestito       |
| D        | Marino Defendi         | Atalanta       | definitivo          |
| D        | Luca Ceppitelli        | Fidelis Andria | fine prestito       |
| C        | Kamil Kopúnek          | Spartak Trnava | prestito            |
| C        | Nicola Bellomo         | Barletta       | fine prestito       |
| A        | Francesco Caputo       | Siena          | fine prestito       |
| D        | Alessandro Crescenzi   | Roma           | prestito            |
| D        | Simone Sini            | Roma           | prestito            |
| C        | Adrian Stoian          | Roma           | prestito            |
| D        | Agostino Garofalo      | Siena          | prestito            |
| A        | Marcos Ariel De Paula  | Chievo         | prestito            |
| C        | Andrea De Falco        | Chievo         | prestito            |
| D        | Diego Polenta          | Genoa          | prestito            |
| C        | Mariano Bogliacino     | Napoli         | definitivo          |
| P        | Jan Koprivec           | Udinese        | prestito            |
| A        | Diego Albadoro         | Juve Stabia    | fine prestito       |
| C        | Federico Pizzutelli    | Savio          | definitivo          |

| Cessioni | Cessioni                | Cessioni      | Cessioni                         |
| R.       | Nome                    | a             | Modalità                         |
| -------- | ----------------------- | ------------- | -------------------------------- |
| P        | Jean François Gillet    | Bologna       | definitivo                       |
| D        | Marco Rossi             | Sampdoria     | fine prestito                    |
| C        | Sergio Bernardo Almirón | Juventus      | fine prestito                    |
| A        | Paulo Vitor Barreto     | Udinese       | riscatto della compartecipazione |
| D        | Nicola Belmonte         | Siena         | fine prestito                    |
| A        | Stefano Okaka Chuka     | Roma          | fine prestito                    |
| P        | Daniele Padelli         | Sampdoria     | fine prestito                    |
| C        | Simone Bentivoglio      | Chievo        | fine prestito                    |
| C        | Paul Constantin Codrea  | Siena         | fine prestito                    |
| D        | Andrea Raggi            | Palermo       | fine prestito                    |
| D        | Kamil Glik              | Palermo       | fine prestito                    |
| C        | Pedro Kamata            | Siena         | riscatto della comproprietà      |
| C        | Filippo Carobbio        | Siena         | definitivo                       |
| D        | Michele Rinaldi         |               | svincolato                       |
| D        | Andrea Masiello         | Atalanta      | definitivo                       |
| D        | Alessandro Parisi       |               | svincolato                       |
| D        | Gianluca Galasso        |               | svincolato                       |
| C        | Alessandro Gazzi        | Siena         | definitivo                       |
| A        | Erik Huseklepp          | Portsmouth    | definitivo                       |
| A        | Antonino Bonvissuto     | Frosinone     | definitivo                       |
| P        | Zdeněk Zlámal           | Sigma Olomouc | prestito                         |
| C        | Edgar Álvarez           | Palermo       | definitivo                       |
| C        | Abdelkader Ghezzal      | Cesena        | prestito                         |
| A        | Francesco Grandolfo     | Chievo        | prestito                         |
| A        | Antonio Langella        |               | svincolato                       |

### Sessione invernale(dal 3/1 al 31/1)
| Acquisti | Acquisti           | Acquisti   | Acquisti              |
| R.       | Nome               | a          | Modalità              |
| -------- | ------------------ | ---------- | --------------------- |
| C        | Marco Romizi       | Fiorentina | comproprietà          |
| C        | Ádám Simon         | Palermo    | prestito              |
| D        | Luís Pedro Cavanda | Lazio      | prestito              |
| C        | Abdelkader Ghezzal | Cesena     | riscatto del prestito |

| Cessioni | Cessioni              | Cessioni | Cessioni                  |
| R.       | Nome                  | a        | Modalità                  |
| -------- | --------------------- | -------- | ------------------------- |
| C        | Giuseppe Statella     | Pavia    | prestito                  |
| A        | Alessandro Marotta    | Spezia   | prestito                  |
| C        | Massimo Donati        | Palermo  | definitivo                |
| C        | Kamil Kopúnek         |          | rescissione del contratto |
| C        | Emanuel Benito Rivas  | Varese   | definitivo                |
| D        | Salvatore Masiello    | Torino   | definitivo                |
| D        | Simone Sini           | Livorno  | definitivo                |
| C        | Abdelkader Ghezzal    | Levante  | prestito                  |
| A        | Marcos Ariel De Paula | Chievo   | riscatto del prestito     |
| A        | Armando Visconti      | Vibonese | prestito                  |
| C        | Marco Piccinni        | Piacenza | prestito                  |

## Risultati

### Serie B

#### Girone di andata
| Bari 27 agosto 2011, ore 19:00 CEST 1ª giornata | Bari               | 0 – 0 referto | Varese | Stadio San Nicola (6687 spett.)\| Arbitro: \| Calvarese (Teramo) \| |
| Arbitro:                                        | Calvarese (Teramo) |               |        |                                                                     |

| Arbitro: | Candussio (Cervignano del Friuli) |

|  |           |                |
|  | Marcatori | 90+3’ De Falco |

| Arbitro: | Palazzino (Ciampino) |

|                     |           |                                            |
| De Paula 31’, 90+4’ | Marcatori | 62’ (rig.) Cocco 68’ K. Cissé 89’ Girasole |

| Arbitro: | Massa (Imperia) |

|              |           |  |
| Trevisan 17’ | Marcatori |  |

| Arbitro: | Tommasi (Bassano del Grappa) |

|           |           |            |
| Rivas 31’ | Marcatori | 74’ Farias |

| Arbitro: | Gallione (Alessandria) |

|            |           |                                |
| Boakye 62’ | Marcatori | 60’ (rig.), 76’ (rig.) Marotta |

| Arbitro: | Ciampi (Roma) |

|             |           |  |
| Borghese 7’ | Marcatori |  |

| Arbitro: | Giacomelli (Trieste) |

|  |           |             |
|  | Marcatori | 62’ Claiton |

| Arbitro: | Tozzi (Ostia Lido) |

|                            |           |             |
| Rizzato 5’ Ragusa 40’, 62’ | Marcatori | 11’ Marotta |

| Arbitro: | Di Paolo (Avezzano) |

|                |           |  |
| Forestieri 38’ | Marcatori |  |

| Arbitro: | Merchiori (Ferrara) |

|                |           |  |
| Sau 42’ (rig.) | Marcatori |  |

| Arbitro: | Baracani (Firenze) |

|  |           |                  |
|  | Marcatori | 18’, 66’ Insigne |

| Arbitro: | Giancola (Vasto) |

|  |           |              |
|  | Marcatori | 45+1’ Caputo |

| Arbitro: | Pinzani (Empoli) |

|  |           |            |
|  | Marcatori | 82’ Abbate |

| Arbitro: | Ciampi (Roma) |

|               |           |              |
| Antenucci 54’ | Marcatori | 42’ De Paula |

| Arbitro: | Velotto (Grosseto) |

|              |           |           |
| Borghese 78’ | Marcatori | 26’ Volta |

| Arbitro: | Mariani (Aprilia) |

|                                         |           |            |
| Papa Waigo 24’ Soncin 78’ Di Donato 83’ | Marcatori | 63’ Donati |

| Arbitro: | Gallione (Alessandria) |

|                           |           |                  |
| Bogliacino 50’ Donati 77’ | Marcatori | 38’ Job 80’ Maah |

| Arbitro: | Giancola (Vasto) |

|                |           |                               |
| Jonathas 45+3’ | Marcatori | 26’ Bellomo 74’, 90+3’ Stoian |

| Arbitro: | Irrati (Pistoia) |

|                         |           |                            |
| Claiton 2’ De Falco 32’ | Marcatori | 59’ N. Rigoni 84’ Maiorino |

| Arbitro: | Baracani (Firenze) |

|                                 |           |                 |
| Graffiedi 73’ (rig.) Büchel 75’ | Marcatori | 53’, 71’ Caputo |

#### Girone di ritorno
| Arbitro: | Tozzi (Roma) |

|  |           |                      |
|  | Marcatori | 8’ Caputo 77’ Stoian |

| Arbitro: | Viti (Campobasso) |

|  |           |           |
|  | Marcatori | 10’ Petre |

| Arbitro: | Gallione (Alessandria) |

|  |           |                             |
|  | Marcatori | 74’ Castillo 90+3’ De Falco |

| Arbitro: | Calvarese (Teramo) |

|                           |           |               |
| Stoian 7’ Caputo 55’, 58’ | Marcatori | 40’ Hallenius |

| Arbitro: | Giancola (Vasto) |

|            |           |            |
| Merino 77’ | Marcatori | 33’ Caputo |

| Arbitro: | Candussio (Cervignano del Friuli) |

|              |           |                                 |
| Borghese 61’ | Marcatori | 9’ Terranova 58’ (rig.) Sansone |

| Arbitro: | Ostinelli (Como) |

|              |           |                             |
| Paulinho 35’ | Marcatori | 12’ Garofalo 14’ Forestieri |

| Arbitro: | Gallione (Alessandria) |

|                     |           |           |
| Florenzi 13’ (aut.) | Marcatori | 87’ Calil |

| Arbitro: | Baratta (Salerno) |

|                         |           |               |
| De Falco 37’ Stoian 88’ | Marcatori | 62’ Armellino |

| Arbitro: | Mariani (Aprilia) |

|               |           |  |
| Maccarone 29’ | Marcatori |  |

| Bari 24 marzo 2012, ore 15:00 CET 32ª giornata | Bari                | 0 – 0 referto | Juve Stabia | Stadio San Nicola (5091 spett.)\| Arbitro: \| Gavillucci (Latina) \| |
| Arbitro:                                       | Gavillucci (Latina) |               |             |                                                                      |

| Arbitro: | Ostinelli (Como) |

|             |           |                         |
| Immobile 8’ | Marcatori | 20’ Scavone 55’ Bellomo |

| Arbitro: | Cervellera (Taranto) |

|            |           |              |
| Galano 85’ | Marcatori | 35’ Alfageme |

| Arbitro: | Di Paolo (Avezzano) |

|                                              |           |              |
| Gomez 24’ Berrettoni 52’ Bjelanović 54’, 56’ | Marcatori | 13’ De Falco |

| Bari 21 aprile 2012, ore 15:00 CEST 36ª giornata | Bari               | 0 – 0 referto | Torino | Stadio San Nicola (5286 spett.)\| Arbitro: \| Baracani (Firenze) \| |
| Arbitro:                                         | Baracani (Firenze) |               |        |                                                                     |

| Arbitro: | Ciampi (Roma 1) |

|               |           |  |
| Éder 47’, 86’ | Marcatori |  |

| Bari 1º maggio 2012, ore 15:00 CEST 38ª giornata | Bari             | 0 – 0 referto | Ascoli | Stadio San Nicola (4698 spett.)\| Arbitro: \| Irrati (Pistoia) \| |
| Arbitro:                                         | Irrati (Pistoia) |               |        |                                                                   |

| Arbitro: | Mariani (Aprilia) |

|                       |           |  |
| Di Roberto 27’ (rig.) | Marcatori |  |

| Arbitro: | Viti (Campobasso) |

|                          |           |                            |
| Garofalo 32’ Claiton 50’ | Marcatori | 11’ Piovaccari 37’ De Maio |

| Arbitro: | Calvarese (Teramo) |

|                                    |           |              |
| Giani 25’ Paolucci 41’ Gavazzi 57’ | Marcatori | 15’ De Falco |

| Arbitro: | Merchiori (Ferrara) |

|                             |           |  |
| Claiton 27’ Caputo 44’, 80’ | Marcatori |  |

### Coppa Italia
| Arbitro: | Baratta (Salerno) |

|                |           |  |
| Masiello 90+3’ | Marcatori |  |

| Arbitro: | Guida (Torre Annunziata) |

|                                          |           |  |
| Marotta 39’, 90+1’ Caputo 50’ Donati 65’ | Marcatori |  |

| Arbitro: | Gervasoni (Mantova) |

|                                           |           |                                   |
| Birsa 37’ (rig.) Jorquera 90’ Pratto 115’ | Marcatori | 38’ Borghese 90+2’ (rig.) Bellomo |

## Statistiche

### Statistiche di squadra
| Competizione | Punti | In casa | In casa | In casa | In casa | In casa | In casa | In trasferta | In trasferta | In trasferta | In trasferta | In trasferta | In trasferta | Totale | Totale | Totale | Totale | Totale | Totale | DR |
| Competizione | Punti | G       | V       | N       | P       | Gf      | Gs      | G            | V            | N            | P            | Gf           | Gs           | G      | V      | N      | P      | Gf     | Gs     | DR |
| ------------ | ----- | ------- | ------- | ------- | ------- | ------- | ------- | ------------ | ------------ | ------------ | ------------ | ------------ | ------------ | ------ | ------ | ------ | ------ | ------ | ------ | -- |
| Serie B      | 50    | 21      | 5       | 11      | 5       | 23      | 21      | 21           | 9            | 3            | 10           | 24           | 27           | 42     | 14     | 14     | 14     | 47     | 48     | -1 |
| Coppa Italia | -     | 2       | 2       | 0       | 0       | 5       | 0       | 1            | 0            | 0            | 1            | 2            | 3            | 3      | 2      | 0      | 1      | 7      | 3      | +4 |
| Totale       | -     | 23      | 7       | 11      | 5       | 28      | 21      | 22           | 9            | 3            | 10           | 26           | 30           | 45     | 16     | 14     | 15     | 54     | 51     | +3 |

### Statistiche dei giocatori
| Giocatore        | Serie B  | Serie B | Serie B     | Serie B    | Coppa Italia | Coppa Italia | Coppa Italia | Coppa Italia | Totale   | Totale | Totale      | Totale     |
| Giocatore        | Presenze | Reti    | Ammonizioni | Espulsioni | Presenze     | Reti         | Ammonizioni  | Espulsioni   | Presenze | Reti   | Ammonizioni | Espulsioni |
| ---------------- | -------- | ------- | ----------- | ---------- | ------------ | ------------ | ------------ | ------------ | -------- | ------ | ----------- | ---------- |
| D. Albadoro      | 3        | 0       | 0           | 0          | 0            | 0            | 0            | 0            | 3        | 0      | 0           | 0          |
| N. Bellomo       | 16       | 2       | 3           | 1          | 3            | 1            | 1            | 0            | 19       | 3      | 4           | 1          |
| M. Bogliacino    | 28       | 1       | 5           | 0          | 0            | 0            | 0            | 0            | 28       | 1      | 5           | 0          |
| M. Borghese      | 33       | 3       | 17          | 1          | 3            | 1            | 1            | 0            | 36       | 4      | 18          | 1          |
| F. Caputo        | 28       | 9       | 7           | 0          | 3            | 1            | 0            | 0            | 31       | 10     | 7           | 0          |
| I. Castillo      | 14       | 1       | 0           | 0          | 0            | 0            | 0            | 0            | 14       | 1      | 0           | 0          |
| P. Cavanda       | 8        | 0       | 0           | 0          | 0            | 0            | 0            | 0            | 8        | 0      | 0           | 0          |
| L. Ceppitelli    | 25       | 0       | 5           | 1          | 2            | 0            | 1            | 0            | 27       | 0      | 6           | 1          |
| Claiton          | 29       | 4       | 8           | 0          | 2            | 0            | 0            | 0            | 31       | 4      | 8           | 0          |
| C. Conti         | 0        | 0       | 0           | 0          | 0            | 0            | 0            | 0            | 0        | 0      | 0           | 0          |
| A. Crescenzi     | 30       | 0       | 3           | 0          | 2            | 0            | 0            | 0            | 32       | 0      | 3           | 0          |
| A. De Falco      | 38       | 6       | 6           | 0          | 1            | 0            | 1            | 0            | 39       | 6      | 7           | 0          |
| M. De Paula      | 14       | 3       | 2           | 0          | 0            | 0            | 0            | 0            | 14       | 3      | 2           | 0          |
| M. Defendi       | 26       | 0       | 3           | 0          | 1            | 0            | 0            | 0            | 27       | 0      | 3           | 0          |
| M. Donati        | 19       | 2       | 7           | 0          | 0            | 3            | 1            | 0            | 19       | 5      | 8           | 0          |
| F. Forestieri    | 28       | 2       | 7           | 2          | 2            | 0            | 0            | 0            | 30       | 2      | 7           | 2          |
| C. Galano        | 15       | 1       | 0           | 0          | 1            | 0            | 0            | 0            | 16       | 1      | 0           | 0          |
| A. Garofalo      | 35       | 2       | 7           | 1          | 1            | 0            | 1            | 0            | 36       | 2      | 8           | 1          |
| F. Hysenbelliu   | 0        | 0       | 0           | 0          | 0            | 0            | 0            | 0            | 0        | 0      | 0           | 0          |
| J. Koprivec      | 0        | 0       | 0           | 0          | 1            | -3           | 0            | 0            | 1        | -3     | 0           | 0          |
| K. Kopunek       | 13       | 0       | 1           | 1          | 1            | 0            | 1            | 0            | 14       | 0      | 2           | 1          |
| V. Kutuzov       | 7        | 0       | 1           | 0          | 0            | 0            | 0            | 0            | 7        | 0      | 1           | 0          |
| E. Lamanna       | 42       | -48     | 0           | 0          | 2            | 0            | 0            | 0            | 44       | -48    | 0           | 0          |
| A. Marotta       | 18       | 3       | 2           | 0          | 2            | 2            | 0            | 0            | 20       | 5      | 2           | 0          |
| F. Masi          | 5        | 0       | 0           | 0          | 0            | 0            | 0            | 0            | 5        | 0      | 0           | 0          |
| S. Masiello      | 0        | 0       | 0           | 0          | 2            | 1            | 1            | 0            | 2        | 1      | 1           | 0          |
| P. Perina        | 0        | 0       | 0           | 0          | 0            | 0            | 0            | 0            | 0        | 0      | 0           | 0          |
| D. Polenta       | 17       | 0       | 4           | 3          | 0            | 0            | 0            | 0            | 17       | 0      | 4           | 3          |
| L. Rana          | 2        | 0       | 1           | 0          | 0            | 0            | 0            | 0            | 2        | 0      | 1           | 0          |
| Rivaldo Gonzales | 14       | 0       | 3           | 0          | 3            | 0            | 1            | 0            | 17       | 0      | 4           | 0          |
| E.B. Rivas       | 12       | 1       | 0           | 0          | 2            | 0            | 0            | 0            | 14       | 1      | 0           | 0          |
| M. Romizi        | 9        | 0       | 3           | 0          | 0            | 0            | 0            | 0            | 9        | 0      | 3           | 0          |
| M. Scavone       | 19       | 1       | 5           | 0          | 2            | 0            | 0            | 0            | 21       | 1      | 5           | 0          |
| A. Simon         | 2        | 0       | 1           | 0          | 0            | 0            | 0            | 0            | 2        | 0      | 1           | 0          |
| S. Sini          | 2        | 0       | 1           | 0          | 0            | 0            | 0            | 0            | 2        | 0      | 1           | 0          |
| G. Statella      | 0        | 0       | 0           | 0          | 0            | 0            | 0            | 0            | 0        | 0      | 0           | 0          |
| A. Stoian        | 29       | 5       | 5           | 0          | 1            | 0            | 0            | 0            | 30       | 5      | 5           | 0          |